# Алкмеон из Кротона
Алкмеон из Кротона (грч. Ἀλκμαίων, средина 5. века п. н. е.) био је антички грчки филозоф, теоретичар медицине и Питагорин ученик.
Премда је већином писао о темама из медицине, чини се да ипак није био лекар, него првенствено теоретичар који се бавио филозофијом науке. Најзначајнији је због својих истраживања на пољу људске анатомије, у оквиру којих је био зачетник дисекције, а неки га испитивачи сматрају првим ко је идентификовао Еустахијеву трубу и оптички нерв. Такође је први указао на мозак као централни орган чула. Алкемон је први разматрао унутрашње узроке болести и поставио тезу да здравље представља стање равнотеже између супротстављних темперамената те да болести настају због проблема у човековом окружењу, неправилне исхране и животних навика. Алкмеон сматра да је болест аналогна монархији, јер у човековом телу ремети равнотежу између супротстављених елемената који га чине. Ову теорију о супротстављеним елементима можда је прузео од питагорејаца, али њу налазимо већ код Анаксимандра.
Алкмеон је написао једно прозно дело, које се традиционално назива О природи (Περὶ φύσεως), у коме образлаже разлике између богова и људи: само они први поседују сигурно знање, док људи могу само нагађати и претпостављати. За човека знање је прелаз са онога што је видљиво на оно што није, а пошто тај прелаз не мора увек бити успешан, човек нема никаквих гаранција за успех. За богове, међутим, нема разлике између онога што је видљиво и што није. Према Алкмеону, човек се од животиња разликује по томе што не поседује само осећаје, него и разумевање које усклађује, обрађује и повезује обавештења која добија чулима.
Алкмеон се бавио и астрологијом и метеорологијом. У Кротону је у Алкмеонову част био подигнут споменик, у облику једра, на коме је био представљен заједно са својим учитељем Питагором.